# ملانی (نام کوچک)
ملانی یک نام کوچک است. افراد شاخص با این نام از این قرارند:
- ملانی آمارو، خواننده آمریکایی با اصالت جزایر ویرجین بریتانیا
- ملانی آوانسیان، نوازنده و خواننده و دوبلور ایرانی-ارمنی
- ملانی اشلانگر، شناگر استرالیایی
- ملانی اودین، تنیس باز آمریکایی
- ملانی اسمیت (هنرپیشه زن)، هنرپیشه آمریکایی
- ملانی براون، خواننده انگلیسی
- ملانی بیرینگر، بازیکن فوتبال اهل آلمان
- ملانی بلات، موسیقی دان انگلیسی
- ملانی برنیه، هنرپیشه فرانسوی
- ملانی بانویل، ژیمناست کانادایی
- ملانی پکسون، هنرپیشه آمریکایی
- ملانی پاپالیا، هنرپیشه کانادایی
- ملانی تورنتن، خواننده آمریکایی
- ملانی جنوب، تنیس باز بریتانیایی
- ملانی جوی، روان‌شناس اجتماعی و اکتیویست آمریکایی
- ملانی جولی، سیاستمدار و وزیر میراث کانادا
- ملانی چیسهولم، خواننده انگلیسی
- ملانی چارتوف، هنرپیشه آمریکایی
- ملانی دوته، هنرپیشه اهل فرانسه
- ملانی ریوس، بازیگر پورنوگرافی کلمبیایی
- ملانی رابرتس، ژیمناست بریتانیایی
- ملانی رنه، خواننده سوئیسی
- ملانی سفکا، خواننده/ترانه‌سرای موسیقی فولک آمریکایی
- ملانی شاتنر، هنرپیشه، و فیلم‌نامه‌نویس آمریکایی
- ملانی فولرتن، هنرپیشه آمریکایی
- ملانی کوست، بازیگر پورنوگرافی اهل فرانسه
- ملانی کلاین، روانشناس مشهور اتریش-بریتانیایی
- ملانی کلافنر، تنیس باز اتریشی
- ملانی گلوریا، تنیس باز اهل کانادا
- ملانی گریفیث، بازیگر آمریکایی
- ملانی لوران، بازیگر، خواننده، فیلم‌نامه‌نویس و کارگردان فرانسوی
- ملانی لینسکی، بازیگر نیوزیلندی
- ملانی لویپلتز، بازیکن فوتبال زنان آلمان
- ملانی مارتینز، خواننده، ترانه‌سرا، کارگردان نماهنگ و عکاس آمریکایی
- ملانی مولر، خواننده آلمانی
- ملانی مور، بازیگر پورنو و مدل برهنه آمریکایی
- ملانی مارشال، شناگر بریتانیایی
- ملانی مونچ، خواننده آلمانی
- ملانی مایرون، هنرپیشه، کارگردان و تهیه‌کننده آمریکایی
- ملانی مارتی، ژیمناست سوئیسی
- ملانی مارگالیس، شناگر آمریکایی
- ملانی والریو، شناگر آمریکایی
- ملانی هافمن، بازیکن سابق فوتبال آلمان
- ملانی هینک، شناگر فرانسوی
- ملانی هیل، بازیگر انگلیسی